# 1972 w nauce

## Nauki przyrodnicze i ścisłe

### Astronomia
- Allan Rex Sandage – Nagroda Henry Norris Russell Lectureship przyznawana przez American Astronomical Society

## Nauki społeczne

### Psychologia
- przeprowadzenie eksperymentu Rosenhana

## Technika
- 3 marca – start sondy Pioneer 10

## Nagrody Nobla
- Fizyka – John Bardeen, Leon Neil Cooper, John Robert Schrieffer
- Chemia – Christian Boehmer Anfinsen, Stanford Moore, William Howard Stein
- Medycyna – Gerald Edelman, Rodney Robert Porter